# Crocidura hildegardeae
Crocidura hildegardeae es una especie de mamífero de la familia Soricidae endémica de África.
Se encuentra en Burundi, Camerún, República Centroafricana, República del Congo, República Democrática del Congo, Etiopía, Kenia, Ruanda, Uganda.